# Stefano Da Mommio
Stefano Da Mommio (Piombino, 19 luglio 1961) è un ex calciatore italiano, di ruolo difensore.

## Carriera
Vanta 86 presenze in Serie B con il Messina (più una gara valida per lo spareggio salvezza nella stagione 1989-1990).
Ha inoltre militato nelle serie minori con Piombino (nelle cui squadre giovanili è cresciuto calcisticamente), Rosignano Solvay, Cuoiopelli, Livorno (dove ha vestito la fascia di capitano per due stagioni, collezionando 84 presenze e 4 reti) e Cecina.

## Palmarès

### Club

#### Competizioni nazionali
- Coppa Italia Dilettanti: 1

Rosignano Solvay: 1984-1985
- Campionato Interregionale: 1

Cuoiopelli: 1985-1986

#### Competizioni regionali
- Eccellenza: 1

Livorno: 1991-1992